# Dolichosaccus symmetrus
Espèce
Synonymes
- Brachysaccus symmetrus Johnston, 1912 (protonyme)

Dolichosaccus symmetrus est une espèce de trématodes de la famille des Telorchiidae.

## Hôtes
Cette espèce parasite la Rainette de White (Dryopsophus caeruleus) et le Crapaud buffle (Rhinella marina),.